# Джема Грозданова
Джема Маринова Грозданова е български политик. Народен представител от парламентарната група на ГЕРБ в XLI, XLII, XLIII и XLIV, което напуска преждевременно, Народно събрание. Владее английски, немски и руски език.

## Биография
Джема Грозданова е родена на 15 май 1975 г. в град София. Завършва Националната природо-математическа гимназия „Акад. Л. Чакалов“ в София. Завършва Медицинския университет в София – магистър със специалност „Стоматология“. Доктор по обществено дентално здраве в Медицинския университет в София.
На парламентарните избори през 2009 година е избрана за народен представител в XLI НС от листата на ГЕРБ в 24-ти МИР София. В първото правителство на Бойко Борисов е избрана за председател на Комисията по европейските въпроси и контрол на европейските фондове.
От септември 2009 г. до януари 2011 г. е зам.-председател на Парламентарната асамблея на Съвета на Европа (ПАСЕ), Страсбург, Франция. От януари 2011 до юли 2013 г. е ръководител на делегацията на XLI НС в ПАСЕ.
На парламентарните избори през 2013 година е избрана за народен представител в XLII НС от листата на ГЕРБ в 24-ти МИР София.
Зам. ръководител на постоянната делегация на XLII НС в ПАСЕ. Член на комисиите по външна политика и здравеопазване в XLII НС.
На предсрочните парламентарни избори на 05.10.2014 г. е избрана за народен представител от ГЕРБ в XLIII-тото Народно събрание. Председател на Комисията по външна политика и ръководител на постоянната делегация на XLIII НС в ПАСЕ.
На предсрочните парламентарни избори през 2017 г. е избрана за народен представител от ГЕРБ в XLIV народно събрание. Отново е председател на Комисията по външна политика и ръководител на делегация в Парламентарната асамблея на Съвета на Европа. През юли 2020 г. напуска Народното събрание и става учредител на новата партия на Цветан Цветанов.